# A-6204
La  A-6204  es una carretera que comunica Villacarrillo con Cazorla. Mide alrededor de unos 33 km y es un enlace al Parque Natural de las Sierras de Cazorla, Segura y las Villas. La carretera atraviesa los municipios de Mogón, Santo Tomé y finaliza en la travesía de la carretera  A-319  en Cazorla. Entre Mogón y Santo Tomé, discurre por el cauce del río Guadalquivir. El 18 de julio de 2015, un accidente fatal en una curva detrás del km 6  dejó un fallecido y un herido.